# خانه نقشینه
خانه نقشینه مربوط به دوره قاجار است و در تبریز، خیابان دارایی، کوچه مجتهدی پلاک ۱۲ واقع شده و این اثر در تاریخ ۷ مهر ۱۳۸۱ با شمارهٔ ثبت ۶۲۱۸ به‌عنوان یکی از آثار ملی ایران به ثبت رسیده است.